# Giuseppe Valadier
Giuseppe Valadier (14. dubna 1762, Řím – 1. února 1839, Řím) byl italský architekt pozdního baroka a neoklasicismu, urbanista, archeolog, zlatník a stříbrník.

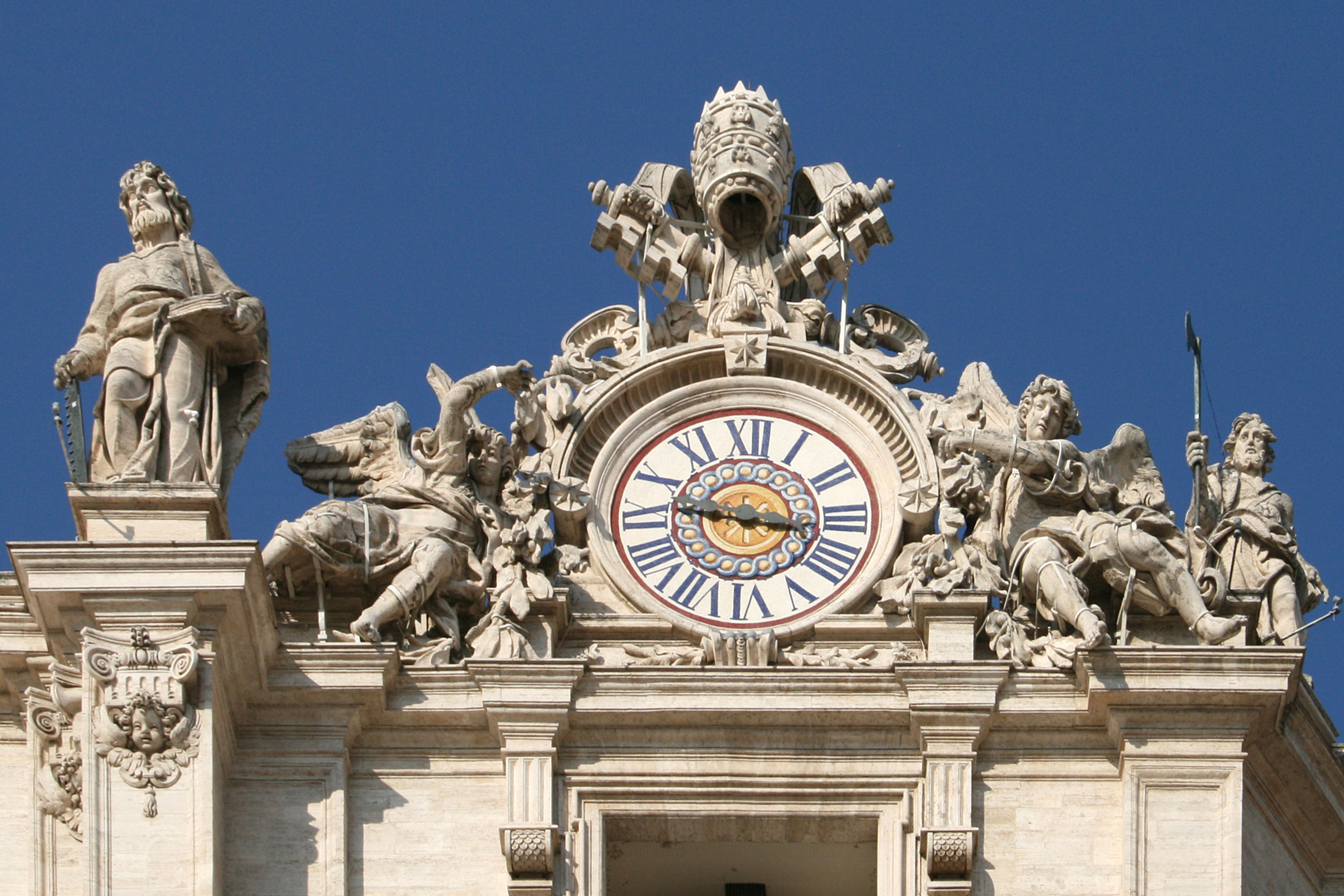
Giuseppe Valadier: Hodiny a sochařská výzdoba zvonice na boční fasádě baziliky sv. Petra, Vatikán

## Život
Pocházel z rodiny zlatníka a stříbrníka Luigiho Valadiera a vyučil se v otcově dílně. Příležitostně pak navrhoval stolní stříbro pro šlechtické zákazníky. Ve 12 letech nastoupil ke studiu architektury do Akademie sv. Lukáše v Římě, kde byl jeho talent oceněn již následující rok udělením ceny. Na téže škole později vyučoval.
Především pracoval jako architekt v Římě na papežských zakázkách. Titul architetto camerale (dvorní architekt) Papežského státu mu udělil papež Pius VI. roku 1786. Kromě výstavby nových chrámových budov řídil restaurování antických památek (např. Koloseum a Titův vítězný oblouk) a byl průkopníkem v této oblasti.
Jako urbanista plánoval přestavbu některých římských čtvrtí; jeho mistrovským urbanistickým dílem je římské náměstí Piazza del Popolo.

## Další stavby
- Dóm v Urbinu
- Dóm ve Spoletu
- Kupole kostela Santa Maria del Suffragio, L'Aquila, provincie Abruzzo
- Kostel Santa Maria delle Salute ve Fiumicinu
- Villa Pianciani a kaple ve Spoletu
- Milvijský most a jeho věže v Římě